# Belz (Morbihan)
Belz is een gemeente in het Franse departement Morbihan (regio Bretagne). De plaats maakt deel uit van het arrondissement Lorient. De gemeente telde 3.869 inwoners op 1 januari 2022.

## Geografie
De oppervlakte van Belz bedroeg op 1 januari 2022 15,67 vierkante kilometer; de bevolkingsdichtheid was toen 246,9 inwoners per km².

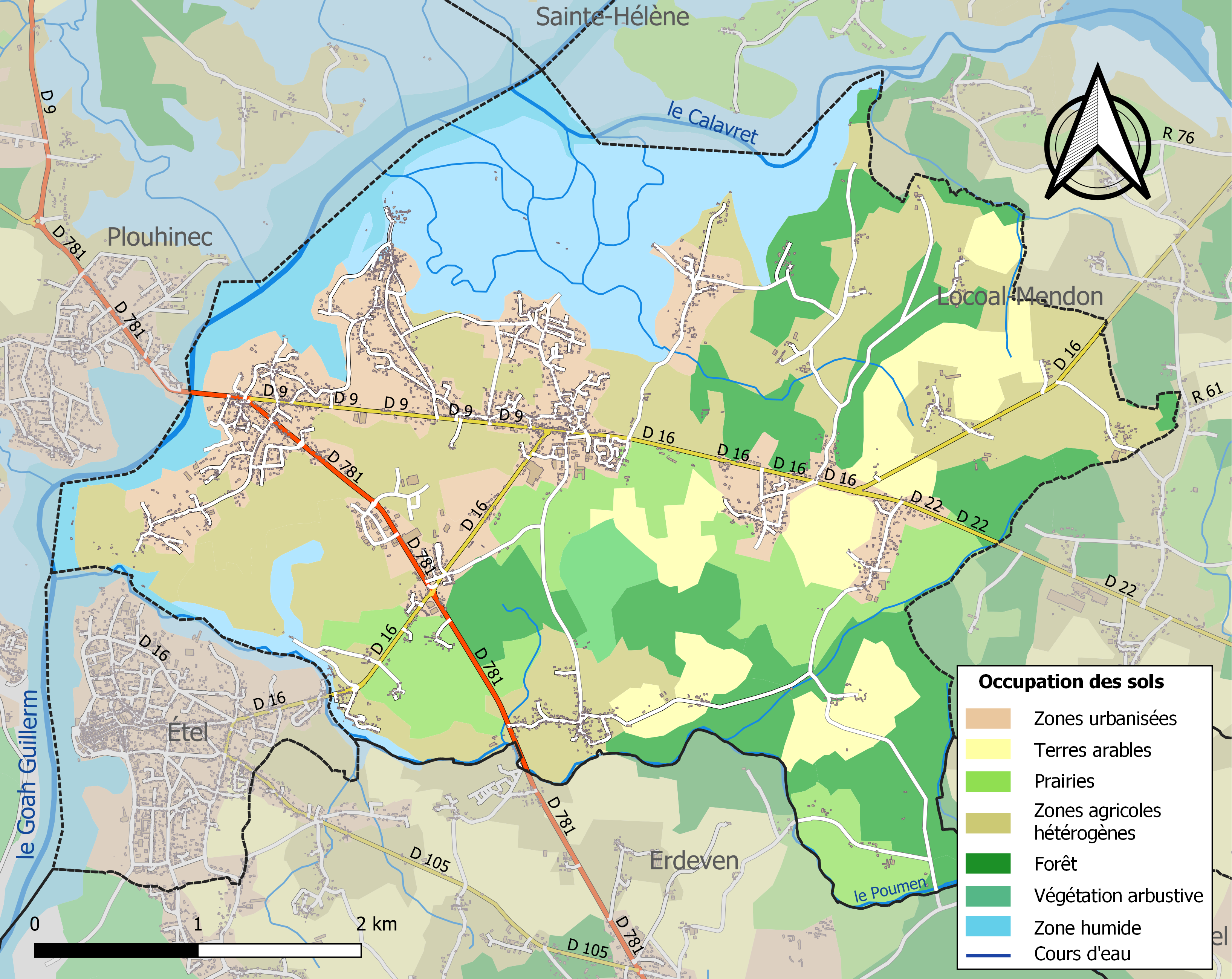
Kaart van de gemeente met de belangrijkste infrastructuur, bodemgebruik en omliggende gemeenten

## Demografie
Onderstaande figuur toont het verloop van het inwonertal, bron: INSEE-tellingen. 